# Antonio Sciesa (1928)
Antonio Sciesa – włoski dwukadłubowy okręt podwodny typu Balilla o wyporności nawodnej 1427 ton, zwodowany 18 sierpnia 1928 roku w stoczni Muggiano. Okręt wszedł do służby w marynarce wojennej Królestwa Włoch 14 kwietnia 1929 roku. jednostka była szeroko wykorzystywana w latach 30. XX wieku, jednak po wybuchu II wojny światowej była już przestarzała i zbyt duża na przejrzyste wody Morza Śródziemnego. Bazując w Tarencie, w początkowym okresie wojny okręt prowadził ofensywne patrole, został jednak wkrótce skierowany do misji zaopatrzeniowych dla wojsk włoskich w północnej Afryce 5 listopada 1942 roku w pobliżu Tobruku „Antonio Sciesa” został zaatakowany przez amerykańskie samoloty oraz ciężko uszkodzony, po czym osadzony na brzegu aby uniknąć zatopienia. 12 listopada 1942 roku – po zajęciu Tobruku przez wojska brytyjskie – został wysadzony w powietrze.
Okręt wypierał 1874 tony pod wodą, uzbrojony był w 4 wyrzutnie torpedowe kalibru 533 mm na dziobie oraz 2 wyrzutnie tego samego kalibru na rufie. Ponadto miał działo kal. 120 mm a także 2 wkm kal. 13,2 mm. Układ napędowy okrętu tworzyły dwa silniki Diesla Fiat oraz 2 silniki elektryczne Savigliano, 2 wały napędowe (1600 kW) a także pomocniczy silnik Diesla Fiat o mocy 425 KM, służący do rejsu z prędkością ekonomiczną. Napęd główny okrętu zapewniał mu prędkość maksymalną 16 węzłów na powierzchni oraz 7 węzłów w zanurzeniu.